# Политика Манитобы
Поли́тика Манито́бы организована по вестминстерской системе в рамках канадского федерализма, как и в других провинциях Канады. Однопалатный законодательный орган (Законодательное собрание Манитобы) состоит из 57 кресел. Выборы проходят не реже, чем каждые 5 лет, и в любой момент могут быть объявлены лейтенант-губернатором (представителем Короны в провинции) по совету премьер-министра. Премьер-министр является главой партии, имеющей наибольшее число кресел в Законодательном собрании.

## Партии, представленные вЗаконодательном собрании
- Новая демократическая партия Манитобы
- Прогрессивно-консервативная партия Манитобы
- Либеральная партия Манитобы

## Другие партии
- Зелёная партия Манитобы

## Исчезнувшие партии
- Прогрессивная партия Манитобы
- Партия социального кредита Манитобы